# Giorgio Siani
Giorgio Siani (Milaan, 9 januari 1997) is een Italiaanse voetballer die doorgaans als aanvaller speelt. Hij wordt in het seizoen 2017-2018 door Juventus verhuurd aan FC Den Bosch.

## Carrière
Siani maakte zijn competitiedebuut voor FC Den Bosch op 29 september 2017 in de Eerste divisie, in een met 5-0 gewonnen wedstrijd thuis tegen Jong PSV. Hij kwam in de 76e minuut in het veld voor Oussama Bouyaghlafen. Drie minuten later al wist hij, bij zijn eerste balcontact, meteen de 5-0 op de borden te zetten.
Een seizoen eerder werd Siani door Juventus verhuurd aan Lega Pro club Tuttocuoio. Daar kwam hij in acht wedstrijden tot twee goals.
1 Bakker ·
3 Van den Bogert ·
4 Ikeshita ·
5 Henderikx ·
6 Soomets ·
7 Doumtsios ·
8 Van Hedel ·
9 Karlsson Grach ·
10 Van Leeuwen ·
11 Verbeek  ·
14 De Groot ·
15 Van Grunsven ·
16 Monzialo ·
17 Burgering ·
18 Mulders ·
19 Jonathans ·
20 Acheffay ·
21 Kuijpers ·
22 Gravenberch ·
23 Bakaľa ·
24 Maas ·
29 El Bakkali ·
31 Bijlsma ·
33 Laros ·
34 Keijser ·
36 Van de Merbel ·
40 Boumassaoudi ·
47 Barglan ·
48 Elum ·
Coach: Landvreugd
· Assistent-trainer: Van Overbeek
· Keeperstrainer: Smit